# Paris–Roubaix 1972

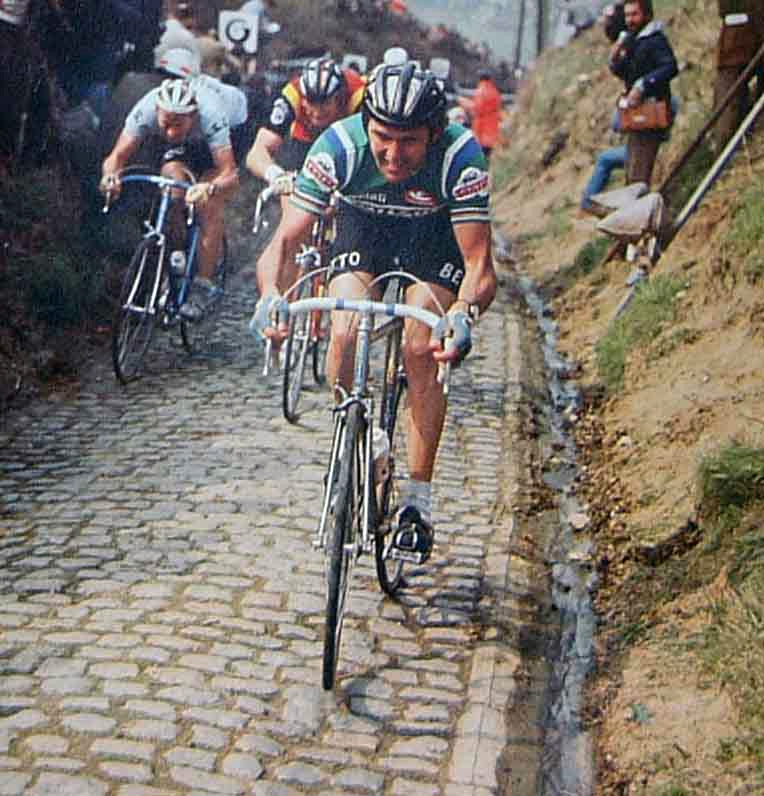
Roger De Vlaeminck (1978)

Das Eintagesrennen Paris–Roubaix 1972 war die 70. Austragung des Radsportklassikers und fand am Sonntag, den 16. April 1972, statt.
Das Rennen führte von Chantilly, rund 50 Kilometer nördlich von Paris, nach Roubaix, wo es im Vélodrome André-Pétrieux endete. Die gesamte Strecke war 272,5 Kilometer lang. Es starteten 160 Fahrer, von denen sich 49 platzieren konnten. Der Sieger Roger De Vlaeminck absolvierte das Rennen mit einer Durchschnittsgeschwindigkeit von 36,187 km/h.
Während des Rennens fiel starker, kalter Regen, und der Wind blies von vorne: „perfektes flahute-Wetter“. 23 Kilometer vor dem Ziel löste sich Roger De Vlaeminck aus einer kleinen Ausreißergruppe, um Willy Van Malderghem zu verfolgen, der allein vorne weg fuhr. De Vlaeminck erreichte Van Malderghem und überholte ihn. Er gewann mit einem Vorsprung von fast zwei Minuten. Auf Platz neun landete Ole Ritter, erster Däne unter den ersten zehn bei Paris–Roubaix nach Charles Meyer, der 1896 den zweiten Platz belegt hatte.